# Michael Stuhlbarg
Michael Stuhlbarg, född 5 juli 1968 i Long Beach, Kalifornien , är en amerikansk skådespelare, främst känd för rollen som Larry Gopnik i bröderna Coens film A Serious Man.
Han har studerat vid Juilliard School och har även studerat skådespeleri på National Youth Theatre of Great Britain, University of London och UCLA. Han har medverkat i många prisbelönta teaterproduktioner och gjort gästroller i TV-serier som Law & Order, Ugly Betty och The American Experience.  Sin första huvudroll på film fick han i bröderna Coens svarta komedi A Serious Man 2009.

## Filmografi
- 1998 – A Price Above Rubies
- 2001 – The Grey Zone
- 2008 – Afterschool
- 2008 – Body of Lies
- 2009 – Cold Souls
- 2009 – A Serious Man
- 2010 – Boardwalk Empire (TV-serie)
- 2011 – Hugo Cabret
- 2012 – Seven Psychopaths
- 2012 – Men in Black III
- 2012 – Hitchcock
- 2012 – Lincoln
- 2013 – Blue Jasmine
- 2014 – Pawn Sacrifice
- 2014 – Cut Bank
- 2015 – Miles Ahed
- 2015 – Trumbo
- 2015 – Steve Jobs
- 2016 – Doctor Strange
- 2016 – Arrival
- 2016 – Miss Sloane
- 2017 – Call Me by Your Name
- 2017 – The Shape of Water
- 2017 – The Post
- 2025 – The Amateur
- 2025 – After the Hunt